# هندریک لورنتز
هندریک آنتون لورنتس (به هلندی: Hendrik Antoon Lorentz) (زاده ۱۸ ژوئیه ۱۸۵۳ – درگذشته ۴ فوریه ۱۹۲۸) فیزیک‌دان هلندی بود که در سال ۱۹۰۲ جایزه نوبل را به صورت مشترک با پیتر زیمان بخاطر کشف اثر زیمان برنده شد.
تبدیلات لورنتس که بعداً آلبرت اینشتین برای توصیف فضا و زمان از آن بهره گرفت از کارهای هندریک لورنتس است. کارهای لورنتس بیشتر در زمینهٔ پژوهش نظری در مورد ویژگی‌های الکترومغناطیسی ماده بود. وی به این نتیجه رسید که اندازه اجسام تحت تأثیر سرعت و جرم آن‌ها قرار دارد. او هم‌چنین این‌گونه فرض کرد که سرعت نور بالاترین سرعت ممکن است. لورنتس با این کار بنیادهای نظریّهٔ نسبیت خاص انیشتین را پی‌ریزی کرد.
آلبرت انیشتین به لورنتس به دیده تحسین می‌نگریست.

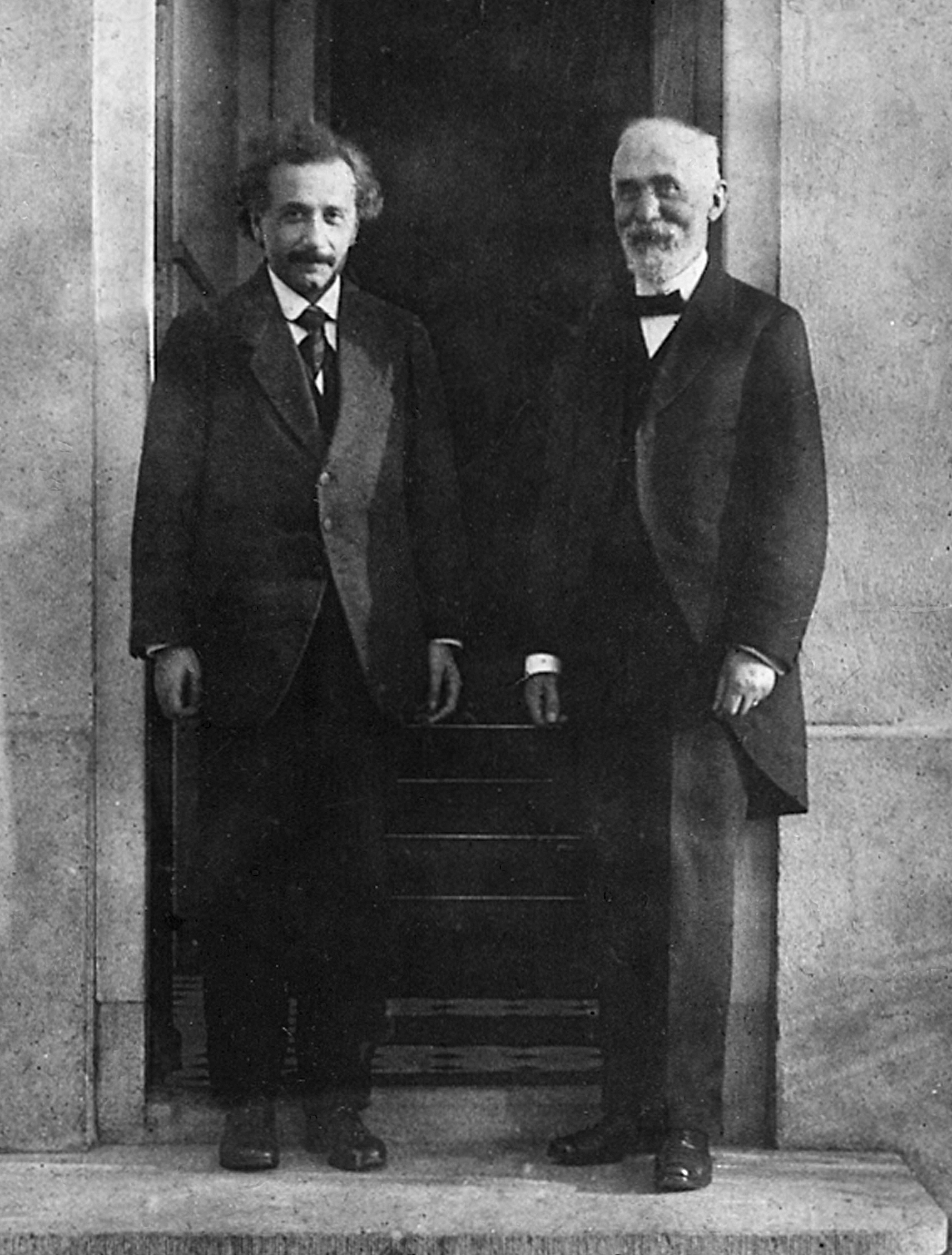
با آلبرت اینشتین ۱۹۲۱